# Al final del arcoíris
Al final del Arcoíris es una comedia musical escrita por el dramaturgo Peter Quilter centrada en los meses previos a la muerte de Judy Garland en 1969. Ha sido representada en Sídney, Edimburgo, Londres, Nueva York, Mineápolis, Lisboa y Río de Janeiro. En la actualidad, se mantiene

## Sinopsis
Judy Garland se prepara en Londres, junto a su futuro quinto marido, Mickey Deans y a su pianista y amigo, Anthony, para su temporada de cinco semanas en el The Talk of the Town. Confía en que su espectáculo le ayudará a mantener su imagen de estrella, sobre todo después de los comentarios negativos recogidos en la prensa en los últimos tiempo. Mientras tanto, continúa luchando contra su adicción a las drogas y su tendencia hacia complejas relaciones con los hombres que la rodean.

## Producciones
The show premièred in August 2005 at the Sydney Opera House in Australia starring Caroline O’Connor as Garland. It ran at the Theatre Royal, Sydney in May 2006, again with O'Connor. It also played at the 2006 Edinburgh Fringe Festival.
It was then performed from February 5–20, 2010 at Northampton's Royal & Derngate as part of their Addicted To You season. This production was directed by Terry Johnson and starred Tracie Bennett as Judy Garland, with Hilton McRae as Anthony and Stephen Hagan as Mickey Deans. End of the Rainbow ran in the West End from 16 November 2010 to 21 May 2011 at Trafalgar Studios, starring Tracie Bennett. The West End production received nominations for four Olivier Awards, including Best Actress for Bennett and Best Actor in a Supporting Role for McRae. The show then toured in the UK, starting in Northampton, from 25 August to 3 September 2011.
End of the Rainbow made its American premiere at the Guthrie Theater in Minneapolis, running from January 28 to March 11, 2012. Directed by Terry Johnson, Tracie Bennett repeated her role as Garland. The play opened on Broadway at the Belasco Theatre on March 19, 2012 in previews and officially on April 2. In addition to Bennett, the cast features Michael Cumpsty as Anthony, Tom Pelphrey as Mickey Deans, and Jay Russell. Bennett and Cumpsty received Tony Award nominations for their performances. Bennett also received the Outer Critics Circle Award and Drama Desk Award for Outstanding Actress in a Play for her performance.
End of the Rainbow (Al final del arcoíris) premiered in Madrid, January 2011, at the Teatro Marquina with Natalia Dicenta as Judy Garland, Miguel Rellán as Anthony and Javier Mora as Mickey Deans.
End of the Rainbow premiered in Brazil, November 11, at the Teatro Fashion Mall with Cláudia Netto as Judy and Igor Rickli as Mickey Deans.
The show also had its Portuguese première in January 2012 at the Teatro Politeama in Lisbon. The cast was led by Vanessa as Judy Garland, with Carlos Quintas and Hugo Rendas.
Al final del arcoíris premiered in Buenos Aires in January 2014 at the Teatro Apolo with Karina K (winner of the Premio Hugo a la mejor actriz) as Judy Garland, accompanied by: Antonio Grimau and Federico Amador (later replaced by Benjamín Rojas.
Al Final Del Arcoíris será llevada a la Ciudad de México por parte de Marroquí producciones a partir del 13 de noviembre de 2020 en el Foro Shakespeare dirigida por Laura Luz y con las actuaciones estelares de Alejandra Desiderio como Judy Garland, José Antonio López Tercero como Anthony y José Daniel Figueroa como Mickey Deans y podrá ser vista tanto presencialmente como vía streaming.

## Números musicales
- "I Can't Give You Anything but Love, Baby"
- "Just in Time"
- "For Me and My Gal"
- "You Made Me Love You (I Didn't Want to Do It)"
- "The Trolley Song"
- "The Man that Got Away"
- "When You're Smiling"
- "Come Rain or Come Shine"
- "Over the Rainbow"
- "Get Happy"
- "By Myself"

La grabación de estudio de la producción de Madrid aún no ha sido publicada. Ha sido grabada con el ensemble de músicos de la producción y la voz de Natalia Dicenta en todos los temas.

### Track list
Todos los temas interpretados por Natalia Dicenta.

| N.º | Título                                                                                              | Duración |  |
| 1.  | «I Can't Give You Anything But Love" / "Just In Time» (Medley)                                      |          |  |
| 2.  | «I Could Go On Singing»                                                                             |          |  |
| 3.  | «Smile»                                                                                             |          |  |
| 4.  | «"The Bells Are Ringing for Me and My Girl" / "You Made Me Love You" / "The Trolley Song"» (Medley) |          |  |
| 5.  | «Zing! Went the Strings of My Heart»                                                                |          |  |
| 6.  | «The Man That Got Away»                                                                             |          |  |
| 7.  | «Come Rain or Come Shine»                                                                           |          |  |
| 8.  | «When You're Smiling»                                                                               |          |  |
| 9.  | «Somewhere Over the Rainbow»                                                                        |          |  |
| 10. | «San Francisco»                                                                                     |          |  |
| 11. | «When the Sun Comes Out»                                                                            |          |  |
| 12. | «Get Happy" / "By Myself» (Medley)                                                                  |          |  |
| 13. | «Somewhere Over the Rainbow» (Piano solo by Simon Lee)                                              |          |  |